# 頼近美津子
頼近 美津子（よりちか みつこ、1955年〈昭和30年〉8月1日 - 2009年〈平成21年〉5月17日）は、日本の女性アナウンサー。本名、鹿内 キャサリーン 美津子（しかない キャサリーン みつこ）。旧姓、頼近（よりちか）。
広島県安芸郡府中町出身。広島大学附属高等学校、東京外国語大学卒業。身長162cm。
テレビアナウンサーとして最初はNHKに勤務し、後にフジテレビに転じた。また、後年にはコンサート・プランナー、司会、女優としても活動した。フジサンケイグループ創業家に嫁いだ玉の輿婚でも知られ、結婚後の姓で「鹿内 美津子」とも名乗った。

## 来歴・人物
NHKからフジテレビに転身し、その後にはフジサンケイグループ創業家に嫁ぐなど多くの話題を提供、このような経歴はその後にタレント化した「女子アナ」の元祖ともいわれる。女子アナのタレント化が一気に進むのは頼近の登場からといわれ、高額年俸でフジテレビに移籍したことを契機に、報道からバラエティまで、あらゆる番組で女子アナブームが巻き起こり「女子アナの時代」が到来することになった。週刊ポストは「女子アナブームのパイオニア」と論じている。

### 生い立ち
祖父母は広島からアメリカへ移住した日系一世だった。父親はアメリカ生まれの日系二世で、第二次世界大戦後に広島市に移り、原爆傷害調査委員会（通称：ABCC、現在の放射線影響研究所）に勤務した。同郷で父親がアメリカ生まれの日系二世、弟1人の4人家族というのも、後に慕った田丸美寿々との共通点である。
幼少時からクラシックに馴染み、ピアノとチェロを学ぶ。小学校3年生のとき広島に桐朋学園大学音楽学部附属子供のための音楽教室が開設されるとこれに通った。齋藤秀雄に才能を見込まれ、東京に出て本格的にチェロを学ぶことを勧められたが家族会議の末に断念。広島の進学校に高校卒業まで通った後、東京外国語大学に進学した。
スポーツも好きで、大学在学中にはスキー部に所属。

### NHKアナウンサー
1978年に東京外国語大学を卒業すると、600倍という難関を突破して、NHKに入局した。半年研修後、天気予報でデビュー。
入局2年目に放送が開始されたゴールデンタイムのバラエティ番組、『ばらえてい テレビファソラシド』の司会進行役として異例の抜擢をされ、「女性アナウンサーが芸能番組に主役で登場するのはNHK開局以来」と言われ注目を集めた。女性アナウンサーがバラエティ番組に出ることも、台本から離れてフリートークで話すのも初めての試みで、これは司会の永六輔からの推しといわれる。同番組で共演したタモリからは番組内で、本名のミドルネーム「キャサリン」と呼ばれた。「英語が堪能でピアノの弾ける新人アナ」としてもアイドル的人気を得て、『週刊TVガイド』の表紙を女子アナとして初めて飾った。過去にも注目を浴びた女性アナウンサーはいたが、それは個々の人気であり、ブレイクを機に「女子アナ」という職業全体に風が吹き始め、その流れはテレビ界全体に飛び火した。
1980年4月から始まったNHK初の早朝ニュースショー、『NHKニュースワイド』でも、初代女性キャスターを務めた（週前半を森本毅郎とのコンビ。週後半は山根基世と森本毅郎・明石勇）。加賀美幸子の『7時のニュース』も同月から放送開始（頼近と加賀美がNHK初の女性キャスター、民放では1979年4月から始まった『FNNニュースレポート6:30』の田丸美寿々が女性キャスター第1号）。当時、女性アナウンサーは10年経験を積まなければ、出演できなかったといわれていたが、同番組は30%の高視聴率を得た。
注目が高まっていた1981年、「自分のことばで語りたい」と フジテレビに移籍。
民放テレビ局によるNHKアナの「引き抜き」は、これまでにも高橋圭三など多数いたが、女性アナウンサーでは、ほぼ最初のケースであった。フジテレビからのヘッドハンティングである。1981年1月にNHKで行われた退局記者会見は、翌日のスポーツ紙が大見出しで報じ、一般紙も特集記事で後追い報道した。一女性アナウンサーの進退問題がこれほど騒がれたのは前代未聞であった。タレント性豊かな「女子アナ」ブームの先駆けとなり、1980年代初頭当時、“振り向けばテレ東”と揶揄される低視聴率にあえいでいたフジテレビは、頼近以降、メインを張れる女子アナを次々養成していくことになる。1981年7月、田丸と共にダイアナ妃結婚の衛星中継をロンドンからレポート。

### フジテレビアナウンサー
フジテレビでは同局史上初の女性正社員となる。それまでフジテレビは、女性は全員契約社員でのみ採用する方針を貫いており、益田由美や城ヶ崎祐子らも当時は契約社員であった。フジテレビ入社で田丸らも正社員となる。移籍金は1,200万円とも2,000万円とも3,000万円ともいわれ大きな話題を呼んだ。年収も300万円から1,200万円に跳ね上がったとされ、現在のフリー転向の流れの先駆け的存在でもあった。田丸と頼近でフジの二枚看板などと、鳴り物入りでフジテレビに迎えられ『小川宏ショー』の新アシスタントになるが、NHKから来たのでミスしてはいけないという気負いから「お高くとまってる」などと見られ、当時のマスメディアに散々たたかれた。各方面から非難を浴びていたこの年、映画監督の野村芳太郎がフジテレビ専務の村上七郎と中学の同級の関係で、撮影所に見学に来ていた頼近に出演交渉して松竹映画『真夜中の招待状』にバーのママ役で出演した。NHKから移籍する際「私はジャーナリスト」とミエを切ったこともあってゴタゴタが起きた。話題づくりのため、頼近の出演を大いに宣伝したい松竹サイドと、この程度の出演で女優と宣伝されては主婦層の反発を買うと恐れたフジテレビの間で揉めた。『週刊宝石』1982年4月17日号は「第2の田丸・頼近を目指すテレビ局の新人美女を全角度品さだめ！ ブラウン管に登場するフレッシュギャルを誌上紹介」というタイトルで、「いつの世にも、うら若き女性の"あこがれの職業"は存在するもので昨今の花形といえば、さしずめ、TV局の美人アナ（まだ「女子アナ」という言葉の使用は見られない）ということになろうか（中略）このところ、田丸美寿々と頼近美津子の人気はうなぎ登り。2人ともフジテレビの"美人アナ"だが、本業のほかに田丸がエッセイをものにすれば、頼近も負けじとレコードを吹き込み、そのうえ「チャンスがあればドラマにも」と意欲満々。こうした2人の活躍で、これまでにないタレント的な女性アナウンサーが、クローズアップされてきたといえるだろう。そんな背景もあって、テレビ局のアナウンサーをめざす才色兼備の女子大生は増えるばかり」と書いている。『週刊宝石』の記者が取材のため、フジテレビ報道局を訪ねたら、深窓の令嬢風の頼近がタバコをスッパー、スッパーやりながら同僚と雑談していて驚いたという。
元々、フジ移籍は、視聴率の低迷していた『小川宏ショー』に出演依頼を受けたからだったが、同番組は一年後に終了。続いて露木茂と組んで『ニュースレポート11:30』を担当した。

### 結婚
1984年、当時フジテレビの副社長だった鹿内春雄と結婚（春雄は再々婚）しフジテレビを退社。これも玉の輿婚とマスコミを賑わせた。2児をもうけるも、結婚からわずか4年後の1988年、春雄はB型肝炎による急性肝障害のため42歳で病死し、未亡人となった。
林真理子1989年の著書『幕はおりたのだろうか』の萩野夏美は田丸、倉田恵子のモデルは頼近である。田丸と頼近は「女子アナ」として生き方のロールモデルを後続に示した。『幕は・・・』は1990年にテレビ東京で『女キャスター物語』としてテレビドラマ化されている(テレビ東京日曜9時連続ドラマ)。

### 夫との死別後
フジテレビは春雄の後継問題と社内抗争で揺れ、美津子は1990年、2人の息子とともに渡米した。頼近はワシントンD.C.に居住し、スミソニアン博物館でボランティアとして働いた。
春雄は豪邸の他、フジテレビの親会社にあたるニッポン放送株を大量に所有しており、実質的にはその株のほとんどを相続することになり、フジテレビは美津子の支配下に置かれかねない状況となっていた。これに慌てた春雄の父・鹿内信隆はなりふり構わずニッポン放送株を取り戻そうとして、美津子が相続した時価にすれば100億円は下らないニッポン放送株は鹿内家に6,600万で買い戻された。
1993年、古巣のNHKでテレビ復帰。1996年には、NHK大河ドラマ『秀吉』に出演。同年12年ぶりにフジテレビ『来日直前!三大テノール』の司会者として復帰。コンサートプランナーやクラシックコンサートの企画構成、ナレーションなどを行いながら、日本音楽財団や日本音楽作家協会理事などを務め幅広く活動した。「コンサートプランナー」という肩書きは、頼近が使ってから知られるようになったもの。
2004年（平成16年）、大田区田園調布の豪邸を売却して世田谷区野毛のマンションに移る。
2007年に食道ガンと診断され、翌年9月に通院のため千葉県流山市のマンションに転居した。ガン治療を受け続けたものの、2009年5月17日午後1時46分、柏市の病院で死去。直接の死因は心不全であった。53歳没。墓所は小平霊園。

## 家族
歌手で、ファッションデザイナーのMEGは従妹にあたる。

## 出演番組

### テレビ
NHKアナウンサー時代
- ばらえてい テレビファソラシド（1979年 - 1982年、NHK総合）
- NHK特集 24時間定点ドキュメント 成田空港（1979年5月21日、NHK総合）
- NHK文化シリーズ 現代の科学 「ブラウン管新時代」（1979年10月3日、10日、17日、24日、31日、NHK教育）
- 太陽新時代（1980年1月1日、NHK総合）
- NHKニュースワイド（1980年4月7日 - 1981年1月31日、NHK総合）サブキャスター[40]
- 地球接写 宇宙から見た新春（1981年1月4日、NHK総合）
- きょうの健康

フジテレビアナウンサー時代
| 期間         | 期間          | 番組名                   | 役職       |
| ------------ | ------------- | ------------------------ | ---------- |
| 1981年4月1日 | 1982年3月31日 | 小川宏ショー             | 司会       |
| 1981年4月1日 | 1981年9月25日 | スター千一夜             | 司会       |
| 1982年4月1日 | 1984年7月13日 | FNNニュースレポート11:30 | キャスター |

フリーランス時代
- おはようテレビ朝日（1984年10月 - 1985年9月、テレビ朝日）
- 名曲音楽館 ゆかいなゆかいな春の祭典（1993年4月1日、NHK総合）
- 全国交通遺児チャリティコンサート（日本音楽作家協会）（1993年6月|NHK総合）
- 新装ルーブル美術館まるごと大中継（1994年4月4日 - 8日、NHK-BS2）
- スミソニアン・ミュージックフェスティバル（1994年8月2日 - 5日、NHK-BS2）
- 国民文化祭とちぎ'95オープニングフェスティバル やさしさの森を世界に（1995年10月29日、NHK総合）
- 秀吉（1996年1月 - 12月、NHK） ※お市の方
- モーツァルト住家復元完成記念スペシャル企画「いま甦るモーツァルト」（1996年3月3日、TBS）[41]
- 新春美術特集 モネと日本人の物語（1997年1月1日、NHK教育）
- リチャード・クレイダーマンのピアノレッスン（1998年1月 - 4月、NHK教育） ※司会
- 溶けあう心の絵の具〜少年画家・浅井力也の世界 -BS10周年スペシャル-（1999年9月30日、NHK-BS2）
- 連続ドキュメント 五嶋龍のオデッセイ（1996年 - 2005年、フジテレビ） ※パーソナリティ[42]

### ラジオ
- 音楽のまち・かわさき（2006年1月14日時点のアーカイブ）（2005年9月11日 - 、ラジオ日本） ※阿部孝夫の代理

### 映画
- 『真夜中の招待状』（1981年、松竹、野村芳太郎監督）

### 雑誌
- 「ムジカノーヴァ」（音楽之友社） 連載「頼近美津子の音楽教育etc.トーク」 2002年1月号-2009年6月号（音楽ニュース - 音楽之友社 OnLine〈2009年12月27日時点のアーカイブ〉）
- 「HERS」 2008年5月号（光文社） 表紙&カバーストーリー